# Хаскель, Шарен
Шарен Хаскель (ивр. שרן השכל‎, род. 4 марта 1984) — израильский политик, депутат кнессета 20—25 созывов, член партии «Тиква Хадаша». Бывшая глава комитета Кнессета по образованию, культуре и спорту.

## Биография
Шарен Хаскель родилась в Торонто (Онтарио, Канада) в еврейской семье. Её отец, Амир, родился в Израиле в семье ветеранов Пальмаха в мошаве Цофит. Её мать Фабиан родилась в Марокко. Амир и Фабиан встретились в Париже и переехали в Торонто после того, как Фабиан получила предложение о работе в преподавателем английского языка. Семья Хаскель вернулась в Израиль через год после её рождения.
Она выросла и получила образование в Кфар-Сабе. В юности она активно участвовала в студенческих советах, была членом движения скаутов. Она училась в средней школе «Кацнельсон» в Кфар-Сабе, а затем в средней школе «Анкори» в Раанане.
В возрасте 18 лет Хаскель призывается в Армию обороны Израиля в пограничную полицию. По словам Хаскель, её идеология во многом сформировалась во время второй интифады, в ходе которой она служила в пограничной полиции на контрольно-пропускных пунктах, где ей едва удалось избежать двух взрывов террористов-смертников в Израильских автобусах и где она потеряла двух друзей, убитых в терактах.
После демобилизации из рядов пограничной полиции Хаскель училась в течение года в Соединённых Штатах Америки, а затем жила в Австралии в течение шести лет. Окончила программу «AVT Australia» по ветеринарному делу и работала в Австралии ветеринаром в больнице «Bondi Vet». В Австралии Хаскель вступила в Ассоциацию охраны дикой природы и работала с жителями и муниципалитетом Сиднея по проектам сохранения дикой природы.
После возвращения в Израиль Хаскель закончила степень бакалавра в области политологии и международных отношений в Открытом университете Израиля. В 2014 году Хаскель выиграла национальный чемпионат Израиля по дебатам среди юниоров[уточнить]. Она также является выпускником Центра еврейского государства по направлению общественной политики.
Хаскель свободно говорит на иврите, английском и французском языках. Она живёт в Кфар-Сабе и ведёт вегетарианский образ жизни.
В июне 2016 года Шарен Хаскель вышла замуж за Эяля Харпаза.

## Политическая деятельность
В 2013 году Хаскель баллотировалась в муниципальный совет Кфар-Сабы от списка партии «Ликуд». Она проиграла выборы в совет, но работала добровольцем в экологическом комитете при муниципалитете Кфар-Сабы.
В 2015 году она был выбрана на праймериз партии «Ликуд» и заняла 31 место в списке для выборов в кнессет, но так как Ликуд получил только 30 мест, то она не вошла в Кнессет.
27 августа 2015 года Шарен Хаскель заменила в кнессете Дани Данона, который был назначен послом Израиля в Организации Объединённых Наций и поэтому выбыл из членов кнессета. 17 октября 2020 года Шарен Хаскель родила дочь. Новорожденной дали имя Яэль.
В конце 2020 года присоединилась к Гидеону Саару и перешла в партию "Тиква Хадаша".